# Erik Neutsch

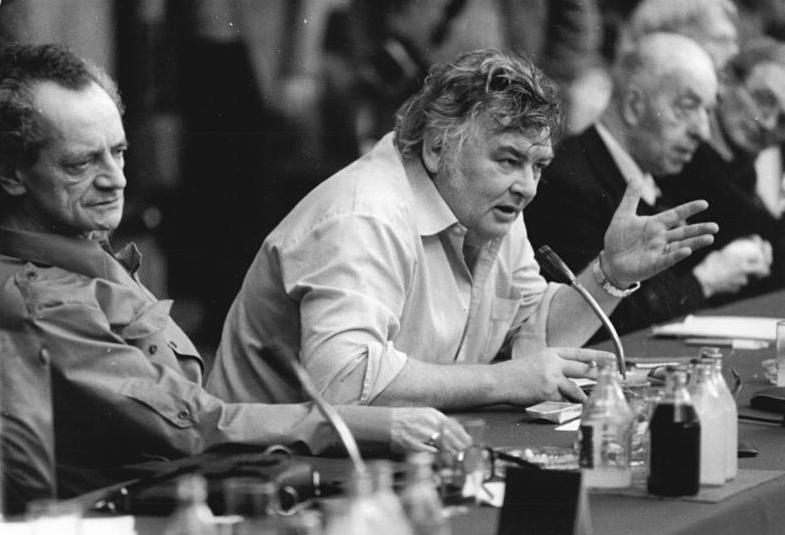
De izquierda a derecha: Dieter Noll, Erik Neutsch y Jürgen Kuczynski en el año 1981.

Erik Neutsch (Schönebeck, 21 de junio de 1931-Halle, 20 de agosto de 2013) fue un periodista y escritor alemán.

## Vida
Nació en el seno de una familia obrera. Después de terminar la educación secundaria en el año 1949 se hizo miembro del Partido Socialista Unificado de Alemania y de la Juventud Libre Alemana. Entre 1950 y 1953 estudió Ciencias Sociales, Periodismo y Filosofía en la Universidad de Leipzig. De 1953 hasta 1960 trabajó en la redacción de economía y cultura del periódico Die Freiheit ubicado en Halle. A partir de ese año empezó a trabajar como escritor libre. En los años 1970-71 trabajó de forma voluntaria como policía del Ejército Popular Nacional.
Fue autor de novelas, relatos, cuentos, ensayos, guiones y libros para niños. Sus libros, fieles a la línea del partido, trataban sobre problemas sociales del socialismo real en la República Democrática Alemana (RDA). Su mayor éxito lo alcanzó con la novela Spur der Steine, cuyo tema es la evolución de un trabajador inconformista que se adapta a la sociedad socialista. Con una tirada de unos 500 000 ejemplares fue uno de los libros más exitosos en la RDA. La versión cinematográfica a cargo de Frank Beyer fue estrenada en 1966, pero a los tres días fue retirada de las pantallas, y solo pudo volver a verse tras la caída del Muro de Berlín. Desde la década de 1970 trabajó en su obra principal, la saga de novelas Der Friede im Osten, donde se narra de forma épica la historia de la RDA; de los seis volúmenes planeados solo se publicaron cinco.
Desde 1960 fue miembro de la Schriftstellerverband der DDR, y entre los años 1963 y 1965 fue presidente de esa asociación en Halle. Desde 1974 perteneció a la Academia de las Artes de Berlín.
Desde 1990 fue miembro de la Verband deutscher Schriftsteller de la Alemania reunida.
En la película de 1966 Columbus 64 del director Ulrich Thein se interpretó a sí mismo. Estuvo dos veces casado y residió en Dölau.

## Obra
- Die Regengeschichte (1960)
- Bitterfelder Geschichten (1961)
- Die zweite Begegnung und andere Geschichten (1961)
- Spur der Steine (1964)
- Die anderen und ich (1970)
- Olaf und der gelbe Vogel (1972)
- Haut oder Hemd. Schauspiel und Dokumentation (1972)
- Auf der Suche nach Gatt (1973)
- Tage unseres Lebens. Geschichten (1973)
- Der Friede im Osten:
  - Am Fluß (1974)
  - Frühling mit Gewalt (1978)
  - Wenn Feuer verlöschen (1985)
  - Nahe der Grenze (1987)
  - Plebejers Unzeit oder Spiel zu dritt (2014)
- Heldenberichte. Erzählungen und kurze Prosa (1976)
- „Akte Nora S.“ und „Drei Tage unseres Lebens“. Zwei Erzählungen (1978)
- Fast die Wahrheit. Ansichten zu Kunst und Literatur (1978)
- Der Hirt. Erzählung (1978)
- Zwei leere Stühle. Novelle (1979)
- Forster in Paris. Erzählung (1981)
- Da sah ich den Menschen. Dramatische Werke und Gedichte (1983)
- Claus und Claudia. Nach neueren Dokumenten (1989)
- Totschlag. Roman (1994)
- Vom Gänslein, das nicht fliegen lernen wollte (1995)
- „Der Hirt“ und „Stockheim kommt“. Zwei Erzählungen (1998)
- Die Liebe und der Tod. Gedichte (1999)
- Nach dem großen Aufstand. Ein Grünewald-Roman (2003)
- Verdämmerung (2003)

## Adaptaciones cinematográficas y guiones
- 1966: Spur der Steine
- 1967: Geschichten jener Nacht
- 1976: Auf der Suche nach Gatt
- 1981: Nora S.
- 1983: Zwei leere Stühle

## Reconocimientos

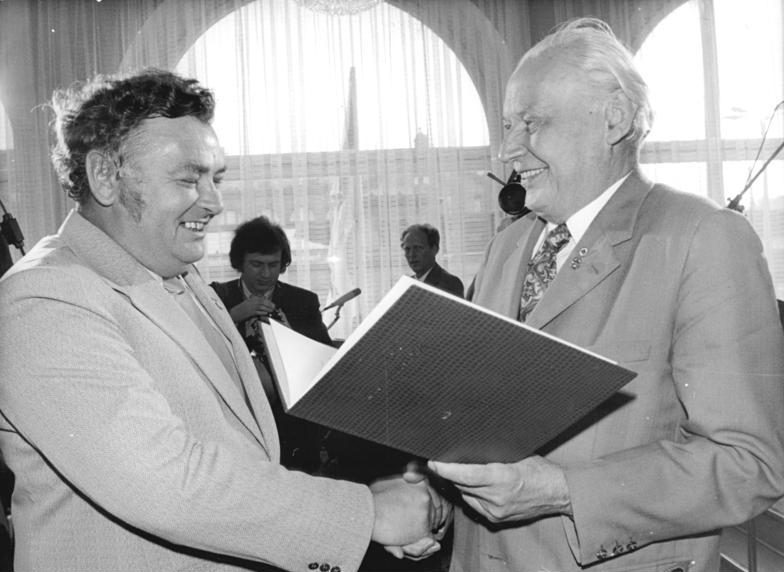
Erik Neutsch (izquierda) recibe en 1974 el Kunstpreis des FDGB de manos de Herbert Warnke.

- 1961 y 1962: Literaturpreis des FDGB
- 1964 y 1981: Nationalpreis der DDR
- 1969: Verdienstmedaille der DDR
- 1971: Premio Heinrich Mann[3]
- 1973: Premio Händel
- 1974: Kunstpreis des FDGB y Vaterländischer Verdienstorden (oro)
- 1984: Bandera del Trabajo